# 宮内洋 (心理学者)
宮内 洋（みやうち ひろし、1966年 - ）は、日本の心理学者。群馬県立女子大学文学部国文学科・教授。

## 人物
大阪府八尾市出身。北海道大学教育学部教育学科卒業（指導教官は狩野陽）。北海道大学大学院教育学研究科博士後期課程単位修得退学。
日本学術振興会特別研究員DC1、琉球大学非常勤講師、日本学術振興会特別研究員PD等を経て、高崎健康福祉大学短期大学部児童福祉学科教員。
臨床発達心理士（2009年度より日本臨床発達心理士会群馬支部事務局長）。専門社会調査士。この二つの資格を取得している。
群馬県立女子大学と前橋工科大学においても授業を担当している。

## 著書

### 単著
- 『体験と経験のフィールドワーク』北大路書房（2005年9月）

### 編著
- 宮内洋・今尾真弓編『あなたは当事者ではない－〈当事者〉をめぐる質的心理学研究－』北大路書房（2007年9月）
- 宮内洋・好井裕明編『〈当事者〉をめぐる社会学－調査での出会いを通して』北大路書房（2010年10月）

### 共著・分担執筆
- 山田富秋・好井裕明編『エスノメソドロジーの想像力』せりか書房（1998年2月）
- 志水宏吉編『教育のエスノグラフィー』嵯峨野書院（1998年5月）
- 好井裕明・桜井厚編『フィールドワークの経験』せりか書房（2000年5月）
- 『新版・心理学がわかる。』朝日新聞社（2003年5月）
- 無藤隆・倉持清美編『保育ライブラリ　保育実践のフィールド心理学』北大路書房，2003年12月.
- 好井裕明編『繋がりと排除の社会学』明石書店，2005年12月.
- 岡本拡子編『つくってさわって感じて楽しい！　実習に役立つ表現遊び２』北大路書房（2007年4月）
- 無藤隆・麻生武編『質的心理学講座第1巻　育ちと学びの生成』東京大学出版会（2008年4月）
- 無藤隆・倉持清美編『新保育ライブラリ　保育実践のフィールド心理学』北大路書房（2009年2月）
- 小林芳郎編『乳幼児のための心理学』保育出版社（2009年3月）
- 寺見陽子編『事例と図解で学ぶ保育実践　子どもの心の育ちと人間関係』保育出版社（2009年4月）